# 卡爾薩塔山
15°55′57″S 68°26′16″W / 15.93250°S 68.43778°W

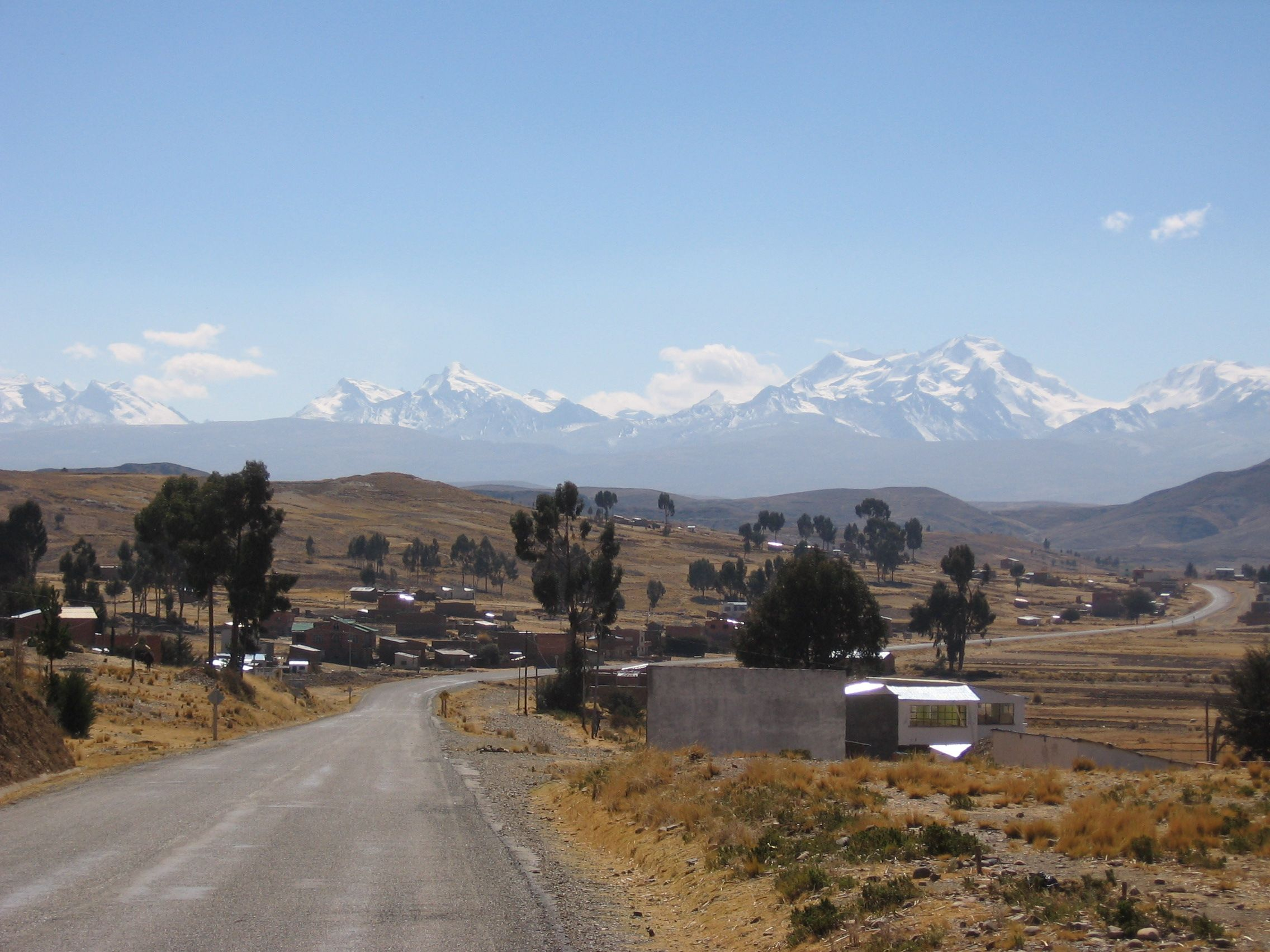

卡爾薩塔山（Calzada），是玻利維亞的山峰，位於該國西部拉巴斯省，屬於安第斯山脈中玻利維亞瑞阿爾山脈的一部分，海拔高度5,874米，人類在1962年首次登頂。